# FC Merchtem 2000
FC Merchtem 2000 was een Belgische voetbalclub uit Merchtem. De club was bij de KBVB aangesloten met stamnummer 9361 en had rood en zwart als kleuren. Na amper zestien jaar bestaan werd de club echter alweer opgedoekt: ze ging voor de start van seizoen 2016/17 samen met en onder het stamnummer van Wolvertem SC.
De club had ploegen in de diverse jeugdreeksen, terwijl de eerste herenploeg speelt in de provinciale reeksen. De eerste damesploeg promoveerde net voor de fusie voor het eerst naar de nationale reeksen.

## Geschiedenis
Tot voor 2000 speelde in Merchtem de club Hoger Op Merchtem, later bekend onder de namen KHO Merchtem en KHO Merchtem-Brussegem. Deze club speelde sinds de jaren zestig hoofdzakelijk in de nationale afdeling, aanvankelijk de Vierde Klasse, maar in de jaren zeventig en 80 ook verscheidene seizoen in Derde Klasse. Op het eind van de jaren 90 was deze club echter in provinciale reeksen weggezakt en omwille van financiële problemen trok de club zich in 2000 terug. Het stamnummer 2242 waarmee de club speelde werd definitief geschrapt.
De club werd echter heropgericht als FC Merchtem 2000. Men moest echter als nieuwe club aansluiten bij de Belgische Voetbalbond. FC Merchtem 2000 kreeg zo stamnummer 9361 toegekend, en ging van start in de laagste provinciale afdeling. In 2005 promoveerde de club van Vierde naar Derde Provinciale. In 2012 promoveerde de club via de eindronde naar Tweede Provinciale.
Na tweede seizoenen in Tweede Provinciale behaalde FC Merchtem 2000 ook daar in 2014 de kampioenstitel in en stootte zo voor het eerst door naar de hoogste provinciale reeks.

## Resultaten
| Seizoen | Klasse | Klasse | Klasse | Klasse | Klasse | Klasse | Klasse | Klasse | Reeks              | Punten | Opmerkingen |
|         | I      | II     | III    | IV     | P.I    | P.II   | P.III  | P.IV   |                    |        |             |
| ------- | ------ | ------ | ------ | ------ | ------ | ------ | ------ | ------ | ------------------ | ------ | ----------- |
| 2000/01 |        |        |        |        |        |        |        | 7      | Vierde prov. Brab. | 47     |             |
| 2001/02 |        |        |        |        |        |        |        | 3      | Vierde prov. Brab. | 64     |             |
| 2002/03 |        |        |        |        |        |        |        | 1      | Vierde prov. Brab. | 75     |             |
| 2003/04 |        |        |        |        |        |        | 9      |        | Derde prov. Brab.  | 40     |             |
| 2004/05 |        |        |        |        |        |        | 11     |        | Derde prov. Brab.  | 38     |             |
| 2005/06 |        |        |        |        |        |        | 5      |        | Derde prov. Brab.  | 44     |             |
| 2006/07 |        |        |        |        |        |        | 8      |        | Derde prov. Brab.  | 40     |             |
| 2007/08 |        |        |        |        |        |        | 3      |        | Derde prov. Brab.  | 60     |             |
| 2008/09 |        |        |        |        |        |        | 4      |        | Derde prov. Brab.  | 55     |             |
| 2009/10 |        |        |        |        |        |        | 5      |        | Derde prov. Brab.  | 48     |             |
| 2010/11 |        |        |        |        |        |        | 6      |        | Derde prov. Brab.  | 45     |             |
| 2011/12 |        |        |        |        |        |        | 2      |        | Derde prov. Brab.  | 70     |             |
| 2012/13 |        |        |        |        |        | 3      |        |        | Tweede prov. Brab. | 55     |             |
| 2013/14 |        |        |        |        |        | 1      |        |        | Tweede prov. Brab. | 65     |             |
| 2014/15 |        |        |        |        | 8      |        |        |        | Eerste prov. Brab. | 40     |             |
| 2015/16 |        |        |        |        | 8      |        |        |        | Eerste prov. Brab. | 38     |             |